# Retsforbundet
Retsforbundet, i en periode også kendt som Retsforbundet – Danmarks bæredygtige parti, er et dansk parti på den politiske midte[kilde mangler] med liberale og sociale træk. Partiet var repræsenteret i Folketinget fra 1926 til 1960 og igen fra 1973 til 75 og fra 1977 til 81. Partibogstavet E bruges stadig ved kommunalvalg.
Ved Folketingsvalget 2005 deltog partiet i samarbejdet bag Minoritetspartiet. Partiet deltog ikke i 2007-valget, men opfordrede til at stemme på partier, der ønsker en folkeafstemning om EU-reformtraktaten. Det deltog heller ikke i Folketingsvalget i 2011. 
I 2012 besluttede Retsforbundets kollektive ledelse at partiet skulle søge opstilling til næste folketingsvalg. Partiets program, hjemmeside, logo og øvrige eksterne kommunikation blev moderniseret i samarbejde med en gruppe kommunikationsstuderende fra Københavns Universitet, og det indsamler pt. underskifter for at blive opstillingsberettiget. 
Ved EF-valget i 1979 var der opstillet 21 retsstatsfolk, en på Folkebevægelsen mod EF's liste og 20 på Retsforbundets liste. Ved alle senere EU-valg er der opstillet retsstatsfolk på Folkebevægelsens liste.

## Historie

### 1919-1957
Retsforbundet blev stiftet den 21. oktober 1919 af tilhængere af den amerikanske økonom Henry George og fra kredsen omkring rets- og moralfilosoffen Severin Christensen. Især bør nævnes Signe Bjørner, som var medstifter af Henry George Foreningen. Signe Bjørner havde arbejdet i Dansk Kvindesamfund og Husøkonomisk selskab. Hun var ledende medlem af protestbevægelsen mod frugttold. Det arbejde førte til, at hun som medstifter af Retsforbundet satte et markant præg på partiets program og dets opgør med den protektionistiske prisreguleringspolitik. Nogle af medlemmerne havde baggrund i Kristeligt-Socialt Forbund, husmandsforeningerne, lejerforeningerne, de politiske ungdomsforeninger og tidsskrifterne Ret og Retsstaten. I begyndelsen var det meningen at skabe en fri, politisk forening og ikke et parti – deraf navnet.
I 1922 ændrede det kurs og besluttede at stille op til valg. Retsforbundet kom i Folketinget i 1926. I 1920'erne og 1930'erne havde det en meget lille gruppe, oftest med 2-3 medlemmer. (Det var, før spærregrænsen blev indført). Under krigen støttede partiet samarbejdsregeringen uden dog at have en ministerpost. Folketingsmedlem, senere minister Oluf Pedersen deltog som sekretær i  samarbejdsudvalg. Han markerede sig efter befrielsen som modstander af dødsstraf i retsopgøret.
Fra 1945 medvirkede partiets frihandelstanke til, at det markerede sig stærkt mod rationeringen. Det kom bl.a. til udtryk ved, at Hans Hedtoft-regeringen blev væltet i 1950 på spørgsmålet om smørrationeringens ophævelse. Man sagde, at regeringen "gled i smørret". Retsforbundet oplevede i de følgende år under ledelse af læge Viggo Starcke en markant fremgang og fik ved valget i 1950 en folketingsgruppe på 12 medlemmer. Gennem 1950'erne opfattede mange  nærmest Retsforbundet som et borgerligt protestparti.

### Trekantsregeringen og dens følger
Til de flestes overraskelse gik Retsforbundet sammen med Det Radikale Venstre og Socialdemokratiet i den såkaldte trekantsregering fra 1957-1960. Den radikale leder, Bertel Dahlgaard, blev før valget spurgt, om han ville danne regering med Retsforbundet. Han svarede: "Så vil jeg hellere dø en naturlig død." Retsforbundet var repræsenteret ved fiskeriminister Oluf Pedersen, indenrigsminister Søren Olesen og partiets leder, Viggo Starcke, der var minister uden portefølje. 
Selv om trekantsregeringen havde vendt økonomisk stagnation til vækst, faldt Retsforbundet ved valget i 1960 for den nyindførte spærregrænse. Det skyldtes dels Retsforbundets interne stridigheder, dels at Socialdemokratiet som det største parti vandt fremgangen for regeringens resultater og dels utilfredshed med Viggo Starckes "æresministerium".
Trekantsregeringen forberedte bl.a. jordlovene, som ville begrænse muligheden for jordspekulation, men lovene faldt ved  folkeafstemningen i 1963. I de næste årtier påpegede Retsforbundet det samfundsøkonomiske problem i, at man kunne tjene mere ved passiv investering i grundværdier end gennem aktive investeringer i erhvervslivet. Partiet gik væk fra princippet om en minimalstat og formulerede i 1960'erne et nyt, socialliberalt partiprogram, hvor velfærdsstatens omfattende offentlige serviceydelser skulle opretholdes.
Partiet var ude af Folketinget fra 1960 til 1973. Man diskuterede et samarbejde med Liberalt Centrum, som ikke blev realiseret. Fra slutningen af 1960'erne blev modstand mod dansk EF-medlemskab et vigtigt element i partiets politik.

### Fra EF-folkeafstemningen til 1990
Ved afstemningen om Danmarks indtræden i EF i 1972 markerede Retsforbundet sig som det eneste borgerlige EF-modstanderparti og deltog i stiftelsen af Folkebevægelsen mod EF. 
Ved jordskredsvalget i 1973 kom Retsforbundet atter i Folketinget, nu især båret frem af EF-modstandere, der ikke ville stemme på venstrefløjen. Partiet gled ud i 1975, men var igen inde fra 1977 til 1981.
Systematiske analyser af stemmeafgivning i Folketinget i 1970'erne placerede Retsforbundet lidt til højre for det Radikale Venstre (som støttede en socialdemokratisk regering) og til venstre for de øvrige borgerlige partier. Retsforbundet stemte ofte sammen med Fremskridtspartiet mod love og indgreb, som blev betragtet som overflødige eller formynderiske, men som havde konsensus blandt de øvrige partier.
Fra 1984 til 1994 var partiets forhenværende formand og leder af folketingsgruppen, Ib Christensen, medlem af Europa-parlamentet, valgt for Folkebevægelsen mod EF. Ved valget i 1984, 1987 og 1990 opnåede Retsforbundet ikke repræsentation.

### Samarbejde med andre partier
Retsforbundet er stadig deltager i Folkebevægelsen mod EU med kontakt til både venstrefløjen og mere alternative ideologiske grupper.
Partiets ide om alle borgeres fælles ret til samfundets naturværdier førte i 1980'erne til et øget fokus på miljøpolitik, og der blev taget initiativ til et formelt valgsamarbejde med De Grønne først i 1990'erne. Projektet måtte dog opgives, først og fremmest på grund af intern uenighed hos De Grønne. Retsforbundet deltog i samarbejdet bag listen Demokratisk Fornyelse ved folketingsvalget i 1998.
Retsforbundet og Minoritetspartiet indgik en aftale om fælles valggrundlag og kandidater på Minoritetspartiets liste ved valget i 2005. Minoritetspartiet fik kun få promiller af stemmerne.

### En ny start
Retsforbundet deltog ikke i folketingsvalgene i 2007 og 2011, men i 2012 besluttede partiet at blive opstillingsberettiget til det næste folketingsvalg under eget navn (hvad det ikke havde været siden 1990). Nu udarbejdede det en ny kommunikationsstrategi med fokus på fire kerneområder: skattepolitik, EU-modstand, miljøpolitik og en humanistisk udlændingepolitik.

## Ideologi og politik
Retsforbundets ideologi og program deler punkter, som normalt henregnes til venstre- eller højrefløjen. Det regnes normalt for et midterparti. Partiet mener ikke, at det kan indordnes på en højre-venstre-skala. 
Retsforbundets udgangspunkt er en afgrænsning mellem den enkeltes ret og fællesskabet. Partiet bygger traditionelt på fire hovedpunkter: personlig frihed, statsmagtens begrænsning, frihandel og fuld grundskyld.
Fuld grundskyld indebærer, at den samfundsskabte merværdi, der kaldes jordrente, skal tilhøre fællesskabet. Ingen kan skabe flere naturressourcer og mere grundejendom, end der er i forvejen, og væksten i jordprisen skyldes samfundsudviklingen og ikke ejerens indsats. Derfor skal jordrenten komme fællesskabet til gode og være statens retmæssige indtægtskilde. Partiet lægger vægt på, at den egentlige tilvækst i ejendomspriserne ligger i grundværdien og ikke i bygningerne. Derfor tager man afstand fra begrebet ejendomsskat som sådan og taler hellere om grundskatter eller grundskyld.
Til gengæld skal mennesket have ret til at beholde sin individuelt skabte arbejdsfortjeneste. Indkomstskat, moms og told skal nedskrives og helst afvikles. 
Retsforbundets ideologi er  en humanistisk begrundet liberalisme i tråd med en lang række liberale og humanistiske tænkere, der har støttet fællesskabets ret til jordrenten.
Nogle af partiets øvrige programpunkter er:
- restriktiv miljøpolitik med fremme af økologi og dyrevelfærd
- afvikling af erhvervs- og landbrugstilskud
- ligestilling af offentlig og privat service på bl.a. skole- og sundhedsområdet
- øget kontrol med monopoler, herunder at olie- og naturgasressourcerne i Nordsøen skal udnyttes til gavn for samfundet frem for kontrakthaverne
- kollektiv trafik skal styrkes, men ikke nødvendigvis være i rent offentligt regi

På det statsretslige område ønsker partiet:
- adskillelse af stat og kirke
- øget offentlighed i forvaltningen
- flere folkeafstemninger
- en magistratsregering sammensat efter partiernes størrelse (efter schweizisk model)

Udenrigspolitisk er partiet:
- anbefaler af en rekonstruktion af EU
- fortaler for FN-samarbejde og ulandsbistand
- for NATO-medlemskab, men var imod dansk deltagelse i Irak-krigen på grund af det manglende FN-mandat

En mindre del af partiet har traditionelt været pacifistisk præget og engageret i fredsbevægelsen. 

### Strategiske problemer
Partiets idealistiske præg har gjort det svært at gøre sig gældende i den daglige politiske debat. "Grundskyld" og de øvrige etisk-filosofiske begreber rammer ved siden af det blandingsøkonomiske system, som de øvrige partier ønsker bibeholdt.
Retsforbundet er ikke præget af en bestemt vælgergruppe. Fra 1920'erne indgik der dels husmænd, en af datidens dårligst stillede grupper på landet, dels en kreds af ideologisk interesserede akademikere og højskolefolk. Siden kom især selvstændige erhvervsdrivende og en del arbejdere til. I 1970'erne havde partiet den højeste relative andel af førstegangsvælgere. Andre partiers målbevidste appel til bestemte befolkningssegmenter har ikke været forsøgt af Retsforbundet. En årsag kan være, at partiets politik netop skal bekæmpe privilegier og særinteresser.
Siden partiet gled ud af folketinget i 1981, er presseomtalen blevet meget beskeden. Allerede i 1950'erne var manglende eller negativ pressedækning et problem for partiet, idet det ikke havde eget dagblad på linje med de fire gamle partier og DKP.
Samlet set har Retsforbundet opnået mest succes som modspiller. Det skete i første omgang gennem modstand mod markedsrestriktioner, planøkonomi og statslige indgreb fra 1945 til 1957 og i anden omgang som det eneste ikke-socialistiske EF-modstanderparti i 1970'erne. Ved deltagelsen i trekantsregeringen 1957-1960 opnåede Retsforbundet en del konkrete resultater, men her blev det straffet af vælgerne og røg ud af Folketinget.

## Skatteforslag 2009
I de senere år har Retsforbundet kritiseret de voldsomme værdistigninger på fast ejendom og den skadelige effekt for den enkelte og samfundsøkonomien. Partiet fremlagde den 12. januar 2009 et forslag til regeringens skattekommission. Ifølge Retsforbundet skal fremtidens skattepolitik være baseret på følgende:
| Hovedprincippet må være, at enhver skal betale grundskyld til samfundet, i forhold til den plads og beliggenhed, som den enkelte optager. Først og fremmest gennemføres, at enhver stigning i jordens værdi bliver pålagt grundskyld eller jordleje umiddelbart efter den sidst foretagne vurdering. Dernæst gennemføres en fuld grundskyld på al jordværdi gradvist over en f.eks. 20 [å]rig periode. I takt med ovenstående reduceres skatten på arbejdsindkomst tilsvarende. |

Partiet mener, at denne reform "sigter mod en markant reduktion af skatten på arbejdsindkomst, ... er fordelingsmæssigt
afbalanceret, ... tager globale hensyn, ... er robust og ... samtidig styrker indsatsen
for en miljørigtig, resurcebesparende og energirigtig udvikling".

## Partiledere
- Axel Dam - 1926–1936
- Viggo Starcke - 1936–1943
- Oluf Pedersen - 1943–1953
- Viggo Starcke - 1953–1957
- Helge Madsen - 1957–1960
- J.M. Pedersen - 1960–1964
- J.M. Pedersen - 1966–1968
- Ib Christensen - 1968–1977
- ? - 1977–?
- Jørgen Ganshorn - ?–nu

## Valgresultater

### Folketingsvalg
| Valg         | Formand                  | Stemmer        | Procent        | Mandater       | +/-            | MF'er |
| ------------ | ------------------------ | -------------- | -------------- | -------------- | -------------- | --- |
| 1924         | Axel Dam                 | 12.643         | 1,0 %          | 0 / 148        | Uændret        | |
| 1926         | Axel Dam                 | 17.463         | 1,3 %          | 2 / 148        | 2              | Dr. phil Axel Dam*, Jens Christian Stokholm Willesen (sognepræst) |
| 1929         | Axel Dam                 | 25.810         | 1,8 %          | 3 / 148        | 1              | Axel Dam*, Hans Hansen (gårdejer), Anders Geert-Jørgensen (sognepræst) |
| 1932         | Axel Dam                 | 41.238         | 2,7 %          | 4 / 148        | 1              | Axel Dam*, Hans Hansen, Oluf Pedersen (konsulent), Peder Gregersen (lærer) |
| 1935         | Axel Dam                 | 41.199         | 2,5 %          | 4 / 148        | Uændret        | Axel Dam* (direktør), Hans Hansen, Oluf Pedersen, Peder Gregersen (**) |
| 1939         | Viggo Starcke            | 33.783         | 2,0 %          | 3 / 148        | 1              | Oluf Pedersen, Peder Gregersen, Svend Erik Johansen (kontorchef) (***) |
| 1943         | Oluf Pedersen            | 31.323         | 1,6 %          | 2 / 148        | 1              | Oluf Pedersen, Christian Martin Norlev (sognepræst) |
| 1945         | Oluf Pedersen            | 38.459         | 1,9 %          | 3 / 148        | 1              | Viggo Starcke* (overlæge), Christian Martin Norlev, Søren Olesen (lærer) (****) |
| 1947         | Oluf Pedersen            | 94.570         | 4,5 %          | 6 / 148        | 3              | Viggo Starcke*, Knud Tholstrup (direktør), Hans Hansen (redaktør, fhv. gårdejer), Evald Christensen (sognepræst), Robert Funck Jensen (fabrikant), Bue Bjørner (grosserer) |
| 1950         | Oluf Pedersen            | 168.784        | 8,2 %          | 12 / 148       | 6              | Viggo Starcke*, Knud Tholstrup, Peder Gregersen, Hans Hansen, Evald Christensen, Oluf Pedersen (plantageejer) Helge Madsen (lærer), Niels Pedersen (direktør), Karl M. Andersen (repræsentant), Verner Larsen (fabrikant), Carl Kjeldgaard Iversen (radiotekniker), Niels Kr. Nielsen (boelsmand) |
| 1953 – april | Oluf Pedersen            | 116.288        | 5,6 %          | 9 / 148        | 3              | Viggo Starcke*, Knud Tholstrup, Hans Hansen, Evald Christensen, Oluf Pedersen, Karl M. Andersen, Carl Kjeldgaard Iversen, Jens Magnus Pedersen (fabrikant), Mads Sig Steffensen (husmand) |
| 1953 – sep.  | Viggo Starcke            | 75.449         | 3,5 %          | 6 / 175        | 3              | Viggo Starcke*, Knud Tholstrup, Hans Hansen, Oluf Pedersen, Jens Magnus Pedersen, Søren Olesen (viceskoleinspektør) |
| 1957         | Helge Madsen             | 122.759        | 5,3 %          | 9 / 175        | 3              | Viggo Starcke, Knud Tholstrup, Oluf Pedersen , Jens Magnus Pedersen, Søren Olesen, Helge Madsen (overlærer), Aage Gøting (lærer), Niels Andersen (disponent), Alfred Jørgensen (skolebestyrer) |
| 1960         | J. M. Pedersen           | 52.330         | 2,2 %          | 0 / 175        | 9              | |
| 1964         | Kr. Kristensen           | 34.258         | 1,3 %          | 0 / 175        | Uændret        | |
| 1966         | J. M. Pedersen           | 19.905         | 0,8 %          | 0 / 175        | Uændret        | |
| 1968         | Ib Christensen           | 21.124         | 0,7 %          | 0 / 175        | Uændret        | |
| 1971         | Ib Christensen           | 50.231         | 1,7 %          | 0 / 175        | Uændret        | |
| 1973         | Ib Christensen           | 87.904         | 2,9 %          | 5 / 175        | 5              | Ib Christensen* (psykotekniker), Ole Flygaard (lektor, cand.polit.), Niels Mølgaard (civilingeniør), Lars O. Grønborg (advokat), Poul Westergaard (redaktør) |
| 1975         | Ib Christensen           | 54.095         | 1,8 %          | 0 / 175        | 5              | |
| 1977         | Ib Christensen           | 102.149        | 3,3 %          | 6 / 175        | 6              | Kirsten Brøsted (udtrådt marts 1977 og erstattet af Niels Mølgaard*), Ib Christensen, Lis Starcke (fysioterapeut), Alfred Hansen (lærer), Alice Hedegaard (bogholder), Svend Hjortlund (fabrikant) (udtrådt marts 1979 og erstattet af Ole Flygaard)                                              |
| 1979         | Lars Fredsted Kristensen | 83.238         | 2,6 %          | 5 / 175        | 1              | Niels Mølgaard*, Ib Christensen, Ole Flygaard, Lis Starcke, Alfred Hansen |
| 1981         | Ib Christensen           | 45.174         | 1,4 %          | 0 / 175        | 5              | |
| 1984         | Poul Gerhard Kristiansen | 50.381         | 1,5 %          | 0 / 175        | Uændret        | |
| 1987         | Poul Gerhard Kristiansen | 16.359         | 0,5 %          | 0 / 175        | Uændret        | |
| 1988         | Ikke opstillet           | Ikke opstillet | Ikke opstillet | Ikke opstillet | Ikke opstillet | Ikke opstillet |
| 1990         | Ib Christensen           | 17.181         | 0,5 %          | 0 / 175        | Uændret        | |

Tegnforklaring for MF'er:
- Fed skrift: Ministre i regeringerne H.C. Hansen II og Viggo Kampmann I
- * Formænd for folketingsgruppen
- (**) Ved Axel Dams død er Svend Erik Johansen indtrådt
- (***) Svend Erik Johansen er udtrådt af partiet 16./7.-1940
- (****) Ved Christian M. Norlevs død er Knud Tholstrup indtrådt

### Europaparlamentsvalg
I 1979 var der 20 retsstatsfolk på Retsforbundets liste og 21 på Folkebevægelsen mod EU's. Siden har Retsforbundet været opstillet sammen med Folkebevægelsen mod EU.
| Valg | Spidskandidat              | Gruppe                     | Stemmer                    | %                          | Mandater                   | +/-                        |
| ---- | -------------------------- | -------------------------- | -------------------------- | -------------------------- | -------------------------- | -------------------------- |
| 1979 |                            | Ingen                      | 59.379                     | 3,4 %                      | 0 / 15                     | Uændret                    |
| 1984 | Se: Folkebevægelsen mod EU | Se: Folkebevægelsen mod EU | Se: Folkebevægelsen mod EU | Se: Folkebevægelsen mod EU | Se: Folkebevægelsen mod EU | Se: Folkebevægelsen mod EU |
| 1989 | Se: Folkebevægelsen mod EU | Se: Folkebevægelsen mod EU | Se: Folkebevægelsen mod EU | Se: Folkebevægelsen mod EU | Se: Folkebevægelsen mod EU | Se: Folkebevægelsen mod EU |
| 1994 | Se: Folkebevægelsen mod EU | Se: Folkebevægelsen mod EU | Se: Folkebevægelsen mod EU | Se: Folkebevægelsen mod EU | Se: Folkebevægelsen mod EU | Se: Folkebevægelsen mod EU |
| 1999 | Se: Folkebevægelsen mod EU | Se: Folkebevægelsen mod EU | Se: Folkebevægelsen mod EU | Se: Folkebevægelsen mod EU | Se: Folkebevægelsen mod EU | Se: Folkebevægelsen mod EU |
| 2004 | Se: Folkebevægelsen mod EU | Se: Folkebevægelsen mod EU | Se: Folkebevægelsen mod EU | Se: Folkebevægelsen mod EU | Se: Folkebevægelsen mod EU | Se: Folkebevægelsen mod EU |
| 2009 | Se: Folkebevægelsen mod EU | Se: Folkebevægelsen mod EU | Se: Folkebevægelsen mod EU | Se: Folkebevægelsen mod EU | Se: Folkebevægelsen mod EU | Se: Folkebevægelsen mod EU |
| 2014 | Se: Folkebevægelsen mod EU | Se: Folkebevægelsen mod EU | Se: Folkebevægelsen mod EU | Se: Folkebevægelsen mod EU | Se: Folkebevægelsen mod EU | Se: Folkebevægelsen mod EU |
| 2019 | Se: Folkebevægelsen mod EU | Se: Folkebevægelsen mod EU | Se: Folkebevægelsen mod EU | Se: Folkebevægelsen mod EU | Se: Folkebevægelsen mod EU | Se: Folkebevægelsen mod EU |

### Kommunalvalg
| Valg             | Stemmer | %     | Mandater     | +/-     |
| ---------------- | ------- | ----- | ------------ | ------- |
| 1925             | 3.507   |       | 10 / 11.329  | 10      |
| 1929             | 4.143   |       | 18 / 11.403  | 8       |
| 1933             | 7.101   |       | 21 / 11.425  | 3       |
| 1937             | 5.950   |       | 20 / 11.371  | 1       |
| 1943             | 4.465   |       | 14 / 10.569  | 6       |
| 1946             | 5.324   |       | 27 / 11.488  | 13      |
| 1950             | 96.914  |       | 138 / 11.499 | 111     |
| 1954             | 23.507  |       | 36 / 11.505  | 102     |
| 1958             | 28.885  |       | 25 / 11.529  | 11      |
| 1962             | 15.191  |       | 17 / 11.414  | 8       |
| 1966             | 7.944   | 0,3 % | 8 / 10.005   | 9       |
| Kommunalreformen |         |       |              |         |
| 1970             | 16.869  | 0,4 % | 1 / 4.677    | 7       |
| 1974             | 91.902  | 1,0 % | 3 / 4.735    | 2       |
| 1978             | 25.096  | 1,0 % | 5 / 4.759    | 2       |
| 1981             | 16.107  | 0,6 % | 1 / 4.669    | 4       |
| 1985             | 6.249   | 0,2 % | 0 / 4.773    | 1       |
| 1989             | 3.003   | 0,1 % | 0 / 4.737    | Uændret |

### Amts- og regionsrådsvalg
| Valg             | Stemmer | %     | Mandater | +/-     |
| ---------------- | ------- | ----- | -------- | ------- |
| 1935             |         |       | 1 / 299  |         |
| 1943             | 4.585   |       | 0 / 299  | 1       |
| 1946             | 8.636   |       | 1 / 299  | 1       |
| 1950             | 56.679  |       | 11 / 299 | 10      |
| 1954             | 24.537  | 2,6 % | 2 / 299  | 9       |
| 1958             | 30.290  | 2,7 % | 1 / 303  | 1       |
| 1962             | 16.549  | 1,4 % | 0 / 301  | 1       |
| 1966             | 10.533  | 0,7 % | 0 / 303  | Uændret |
| Kommunalreformen |         |       |          |         |
| 1970             | 15.127  | 0,8 % | 1 / 366  | 1       |
| 1974             | 31.556  | 1,0 % | 3 / 370  | 2       |
| 1978             | 36.257  | 1,0 % | 2 / 370  | 1       |
| 1981             | 26.059  | 1,1 % | 0 / 370  | 2       |
| 1985             | 11.804  | 0,5 % | 0 / 374  | Uændret |
| 1989             | 5.783   | 0,2 % | 0 / 370  | Uændret |